# لين وليامز
لين وليامز (بالإنجليزية: Lynn Williams)‏ (و. 1993  م) هي لاعبة كرة قدم، من الولايات المتحدة، ولدت في فريسنو، كاليفورنيا، تلعب كمُهَاجِمَة.

## روابط خارجية
- لين وليامز على موقع قاعدة بيانات كرة القدم.إي يو (الإنجليزية)
- لين وليامز على موقع Soccerway.com (الإنجليزية)
- لين وليامز على موقع اللجنة الأولمبية الدولية (الإنجليزية)
- لين وليامز على موقع أوليمبيديا (الإنجليزية)
- لين وليامز على موقع اللجنة الأولمبية والبارالمبية الأمريكية (الإنجليزية)